# 2016–2017-es női EHF-bajnokok ligája
A 2016–2017-es női EHF-bajnokok ligája az európai női kézilabda-klubcsapatok legrangosabb tornájának 24. kiírása. A címvédő a román CSM București csapata. Magyarországról két csapat kvalifikálta magát, a bajnoki címvédő Győri Audi ETO KC és az ezüstérmes FTC-Rail Cargo Hungaria is selejtező nélkül, automatikusan főtáblára került.
A legjobb négy csapat az elmúlt három szezonban alkalmazott Final Four keretében döntötte el a bajnoki cím sorsát 2017. május 6-7-én Budapesten, a Papp László Sportarénában. A négyes döntőbe ugyanaz a négy csapat került, mint az előző szezonban. A döntőt a Győri Audi ETO KC és a macedón Vardar vívta, amelyet hosszabbítás után a győri csapat nyert meg 31–30-ra.

## Csapatok
13 csapat jutott közvetlenül a csoportkörbe. Tizenkét csapat indult a selejtezőkben, amelyet három négycsapatos csoportra osztottak, és a három csoportgyőztes juthat a főtáblára.
| Csoportkör              | Csoportkör        | Csoportkör          | Csoportkör         |
| ----------------------- | ----------------- | ------------------- | ------------------ |
| Team Esbjerg            | Midtjylland       | Metz Handball       | Thüringer HC       |
| FTC-Rail Cargo Hungaria | Győri Audi ETO KC | Vardar              | Budućnost          |
| Larvik HK               | CSM București CV  | GK Asztrahanocska   | Rosztov-Don        |
| IK Sävehof              |                   |                     |                    |
| Selejtező torna         |                   |                     |                    |
| Hypo Niederösterreich   | HC Gomel          | Podravka Koprivnica | HC Leipzig         |
| Indeco Conversano       | SERCODAK Dalfsen  | Glassverket IF      | MKS Selgros Lublin |
| IUVENTA Michalovce      | Krim              | BM Bera Bera        | Yenimahalle BSK    |

## Selejtezők
A selejtezőben induló tizenkét csapatot három négyes csoportra bontották. A kupa rendszerben lebonyolított selejtezőcsoportok győztesei jutottak be a Bajnokok ligája csoportkörébe. A többi résztvevő az EHF-kupa selejtezőjében folytathatta. A mérkőzéseket 2016. szeptember 10-11. között játszották.

### 1-es selejtezőcsoport
|  | Elődöntők           | Elődöntők           | Elődöntők           |    |                 | Döntő            | Döntő            | Döntő |
|  |                     |                     |                     |    |                 |                  |                  |       |
|  | Szeptember 10.      |                     |                     |    |                 |                  |                  |       |
|  | Glassverket IF      | Glassverket IF      | 34                  |    |                 |                  |                  |       |
|  | Yenimahalle BSK     | Yenimahalle BSK     | 23                  |    |                 |                  |                  |       |
|  |                     |                     |                     |    |                 |                  |                  |       |
|  |                     |                     |                     |    |                 | Szeptember 11.   |                  |       |
|  |                     |                     |                     |    | Glassverket IF  | Glassverket IF   | 28               |       |
|  |                     | Podravka Koprivnica | Podravka Koprivnica | 19 |                 |                  |                  |       |
|  |                     |                     |                     |    |                 |                  |                  |       |
|  |                     |                     |                     |    |                 |                  |                  |       |
|  |                     |                     |                     |    |                 | Bronzmérkőzés    |                  |       |
|  | Szeptember 10.      | Szeptember 10.      | Szeptember 10.      |    | Szeptember 11.  | Szeptember 11.   | Szeptember 11.   |       |
|  | Podravka Koprivnica | Podravka Koprivnica | 29                  |    | Yenimahalle BSK | Yenimahalle BSK  | 31               |       |
|  | SERCODAK Dalfsen    | SERCODAK Dalfsen    | 16                  |    |                 | SERCODAK Dalfsen | SERCODAK Dalfsen | 22    |

### 2-es selejtezőcsoport
|  | Elődöntők             | Elődöntők             | Elődöntők             |    |                | Döntő          | Döntő          | Döntő |
|  |                       |                       |                       |    |                |                |                |       |
|  | Szeptember 9.         |                       |                       |    |                |                |                |       |
|  | HC Leipzig            | HC Leipzig            | 29                    |    |                |                |                |       |
|  | HC Gomel              | HC Gomel              | 18                    |    |                |                |                |       |
|  |                       |                       |                       |    |                |                |                |       |
|  |                       |                       |                       |    |                | Szeptember 10. |                |       |
|  |                       |                       |                       |    | HC Leipzig     | HC Leipzig     | 32             |       |
|  |                       | Hypo Niederösterreich | Hypo Niederösterreich | 30 |                |                |                |       |
|  |                       |                       |                       |    |                |                |                |       |
|  |                       |                       |                       |    |                |                |                |       |
|  |                       |                       |                       |    |                | Bronzmérkőzés  |                |       |
|  | Szeptember 9.         | Szeptember 9.         | Szeptember 9.         |    | Szeptember 11. | Szeptember 11. | Szeptember 11. |       |
|  | Hypo Niederösterreich | Hypo Niederösterreich | 25                    |    | HC Gomel       | HC Gomel       | 20             |       |
|  | BM Bera Bera          | BM Bera Bera          | 21                    |    |                | BM Bera Bera   | BM Bera Bera   | 28    |

### 3-as selejtezőcsoport
|  | Elődöntők          | Elődöntők          | Elődöntők         |    |                    | Döntő              | Döntő              | Döntő |
|  |                    |                    |                   |    |                    |                    |                    |       |
|  | Szeptember 10.     |                    |                   |    |                    |                    |                    |       |
|  | Krim               | Krim               | 28                |    |                    |                    |                    |       |
|  | IUVENTA Michalovce | IUVENTA Michalovce | 22                |    |                    |                    |                    |       |
|  |                    |                    |                   |    |                    |                    |                    |       |
|  |                    |                    |                   |    |                    | Szeptember 11.     |                    |       |
|  |                    |                    |                   |    | Krim               | Krim               | 37                 |       |
|  |                    | Indeco Conversano  | Indeco Conversano | 16 |                    |                    |                    |       |
|  |                    |                    |                   |    |                    |                    |                    |       |
|  |                    |                    |                   |    |                    |                    |                    |       |
|  |                    |                    |                   |    |                    | Bronzmérkőzés      |                    |       |
|  | Szeptember 10.     | Szeptember 10.     | Szeptember 10.    |    | Szeptember 11.     | Szeptember 11.     | Szeptember 11.     |       |
|  | MKS Selgros Lublin | MKS Selgros Lublin | 27                |    | IUVENTA Michalovce | IUVENTA Michalovce | 21                 |       |
|  | Indeco Conversano  | Indeco Conversano  | 28                |    |                    | MKS Selgros Lublin | MKS Selgros Lublin | 33    |

## Csoportkör
A csoportkörben a 16 részt vevő csapatot négy darab négycsapatos csoportra osztották. A csoporton belül a csapatok oda-vissza vágós rendszerű körmérkőzést játszanak egymással. A csoportok első három helyezettjei jutnak a középdöntőbe, ahová az egymás ellen elért eredményeiket továbbviszik. A csoportnegyedikek az EHF-kupa csoportkörében folytathatják a nemzetközi kupaszereplést.

### A csoport
| #  | Csapat              | M | Gy | D | V | G+  | G–  | Gk  | P  |
| -- | ------------------- | - | -- | - | - | --- | --- | --- | -- |
| 1. | Budućnost Podgorica | 6 | 5  | 0 | 1 | 158 | 136 | +22 | 10 |
| 2. | Metz Handball       | 6 | 4  | 0 | 2 | 146 | 133 | +13 | 8  |
| 3. | Thüringer HC        | 6 | 3  | 0 | 3 | 148 | 153 | –5  | 6  |
| 4. | Glassverket IF      | 6 | 0  | 0 | 6 | 128 | 158 | –30 | 0  |

| BUD   | MET   | THC   | GLA   |
| ----- | ----- | ----- | ----- |
|       | 21–19 | 28–19 | 22–21 |
| 28–25 |       | 25–18 | 25–19 |
| 26–32 | 28–25 |       | 24–16 |
| 23–30 | 22–24 | 27–33 |       |

### B csoport
| #  | Csapat                  | M | Gy | D | V | G+  | G–  | Gk  | P  |
| -- | ----------------------- | - | -- | - | - | --- | --- | --- | -- |
| 1. | Vardar                  | 6 | 5  | 1 | 0 | 220 | 148 | +72 | 11 |
| 2. | FTC-Rail Cargo Hungaria | 6 | 4  | 1 | 1 | 172 | 154 | +18 | 9  |
| 3. | GK Asztrahanocska       | 6 | 1  | 0 | 5 | 156 | 189 | –33 | 2  |
| 4. | HC Leipzig              | 6 | 1  | 0 | 5 | 139 | 196 | –57 | 2  |

| VAR   | FTC   | ASZ   | HCL   |
| ----- | ----- | ----- | ----- |
|       | 27–27 | 39–25 | 41–24 |
| 24–37 |       | 32–23 | 26–22 |
| 26–31 | 28–33 |       | 27–24 |
| 22–45 | 17–30 | 30–27 |       |

### C csoport
| #  | Csapat            | M | Gy | D | V | G+  | G–  | Gk  | P  |
| -- | ----------------- | - | -- | - | - | --- | --- | --- | -- |
| 1. | Győri Audi ETO KC | 6 | 5  | 0 | 1 | 175 | 147 | +28 | 10 |
| 2. | CSM București     | 6 | 3  | 0 | 3 | 142 | 145 | –3  | 6  |
| 3. | FC Midtjylland    | 6 | 3  | 0 | 3 | 135 | 150 | –15 | 6  |
| 4. | Rosztov-Don       | 6 | 1  | 0 | 5 | 142 | 152 | –10 | 2  |

| ETO   | CSM   | FCM   | ROS   |
| ----- | ----- | ----- | ----- |
|       | 33–25 | 31–19 | 33–25 |
| 24–27 |       | 26–20 | 24–21 |
| 27–23 | 24–21 |       | 25–23 |
| 27–28 | 20–22 | 26–20 |       |

### D csoport
| #  | Csapat       | M | Gy | D | V | G+  | G–  | Gk  | P |
| -- | ------------ | - | -- | - | - | --- | --- | --- | - |
| 1. | Krim         | 6 | 4  | 0 | 2 | 168 | 165 | +3  | 8 |
| 2. | Larvik HK    | 6 | 3  | 0 | 3 | 174 | 170 | +4  | 6 |
| 3. | Team Esbjerg | 6 | 3  | 0 | 3 | 164 | 151 | +13 | 6 |
| 4. | IK Sävehof   | 6 | 2  | 0 | 4 | 150 | 170 | –20 | 4 |

| KRI   | LAR   | ESB   | SAV   |
| ----- | ----- | ----- | ----- |
|       | 24–22 | 27–22 | 32–29 |
| 31–36 |       | 30–29 | 22–25 |
| 35–25 | 24–31 |       | 29–18 |
| 26–24 | 32–38 | 20–25 |       |

## Középdöntő
A csoportkörből továbbjutott csapatokat a középdöntőben két csoportba sorolják. Az A és B csoportból az 1-es középdöntőcsoportba, a C és D csoportból pedig a 2-es középdöntőcsoportba kerülnek a csapatok. A középdöntőcsoportokon belül oda-vissza vágós rendszerű körmérkőzést játszanak a csapatok, de az azonos csoportból érkezők nem játszanak újból egymással, nekik a csoportmérkőzések eredményei számítanak a tabellába. A csoportok első négy helyén végző csapatai jutnak tovább a negyeddöntőbe.

### 1-es középdöntőcsoport
| #  | Csapat                  | M  | Gy | D | V | G+  | G–  | Gk   | P  |
| -- | ----------------------- | -- | -- | - | - | --- | --- | ---- | -- |
| 1. | Vardar                  | 10 | 7  | 1 | 2 | 311 | 279 | +32  | 15 |
| 2. | FTC-Rail Cargo Hungaria | 10 | 6  | 2 | 2 | 290 | 265 | +25  | 14 |
| 3. | Budućnost Podgorica     | 10 | 7  | 0 | 3 | 286 | 248 | +38  | 14 |
| 4. | Metz Handball           | 10 | 5  | 0 | 5 | 273 | 238 | +35  | 10 |
| 5. | Thüringer HC            | 10 | 2  | 1 | 7 | 257 | 286 | –29  | 5  |
| 6. | GK Asztrahanocska       | 10 | 1  | 0 | 9 | 229 | 330 | –101 | 2  |

| VAR   | FTC   | BUD   | MET   | THC   | ASZ   |
| ----- | ----- | ----- | ----- | ----- | ----- |
|       | 27–27 | 28–31 | 23–21 | 36–26 | 39–25 |
| 24–37 |       | 23–24 | 29–23 | 32–24 | 32–23 |
| 28–31 | 25–33 |       | 21–19 | 28–19 | 38–20 |
| 42–28 | 25–28 | 28–25 |       | 25–18 | 37–18 |
| 29–31 | 29–29 | 26–32 | 28–25 |       | 34–22 |
| 26–31 | 28–33 | 21–34 | 20–28 | 26–24 |       |

### 2-es középdöntőcsoport
| #  | Csapat            | M  | Gy | D | V | G+  | G–  | Gk  | P  |
| -- | ----------------- | -- | -- | - | - | --- | --- | --- | -- |
| 1. | Győri Audi ETO KC | 10 | 8  | 1 | 1 | 305 | 234 | +71 | 17 |
| 2. | Larvik HK         | 10 | 5  | 2 | 3 | 279 | 271 | +8  | 12 |
| 3. | CSM București     | 10 | 5  | 1 | 4 | 265 | 257 | +8  | 11 |
| 4. | FC Midtjylland    | 10 | 5  | 0 | 5 | 250 | 241 | +9  | 10 |
| 5. | Krim              | 10 | 3  | 0 | 7 | 238 | 290 | –52 | 6  |
| 6. | Team Esbjerg      | 10 | 2  | 0 | 8 | 251 | 295 | –44 | 4  |

| ETO   | LAR   | CSM   | FCM   | KRI   | ESB   |
| ----- | ----- | ----- | ----- | ----- | ----- |
|       | 27–27 | 33–25 | 31–19 | 39–22 | 33–22 |
| 25–26 |       | 35–33 | 24–22 | 31–36 | 30–29 |
| 24–27 | 26–26 |       | 26–20 | 28–26 | 33–25 |
| 27–23 | 24–28 | 24–21 |       | 28–19 | 38–26 |
| 17–34 | 24–22 | 21–24 | 21–27 |       | 27–22 |
| 26–32 | 24–31 | 20–25 | 22–21 | 35–25 |       |

## Egyenes kieséses szakasz

### Negyeddöntők
A negyeddöntőkben a középdöntőcsoportok első helyezettjei a másik csoport negyedik helyén továbbjutó csapatával, míg a második helyezettek a másik csoport harmadikjával találkoznak. Egy oda-vissza vágó után dől el a Final Fourba jutás.
| 1. csapat           | Össz. | 2. csapat               | 1. mérk. | 2. mérk. |
| ------------------- | ----- | ----------------------- | -------- | -------- |
| FC Midtjylland      | 50–54 | Vardar                  | 26–28    | 24–26    |
| CSM București       | 57–51 | FTC–Rail Cargo Hungaria | 30–25    | 27–26    |
| Budućnost Podgorica | 66–47 | Larvik HK               | 31–17    | 35–30    |
| Metz Handball       | 54–59 | Győri Audi ETO KC       | 32–31    | 22–28    |

### Final Four
A női kézilabda Bajnokok Ligája történelmében negyedszer dönt a végső győztesről a Final Four. A mérkőzéseket 2017. május 6-7-én rendezik Budapesten a Papp László Sportarénában.
A Final Fourba ebben az évben ugyanaz a négy csapat jutott be, mint az előző szezonban, és a sorsolás is ugyanazokat a párosításokat hozta, így megismétlődnek az előző évi elődöntők.
|  |                     |                     |           |               |    |                   |                   |       |
|  | Elődöntők           | Elődöntők           | Elődöntők |               |    | Döntő             | Döntő             | Döntő |
|  | Elődöntők           | Elődöntők           | Elődöntők |               |    | Döntő             | Döntő             | Döntő |
|  | május 6.            |                     |           |               |    |                   |                   |       |
|  |                     |                     |           |               |    |                   |                   |       |
|  | Budućnost Podgorica | Budućnost Podgorica | 20        |               |    |                   |                   |       |
|  | Budućnost Podgorica | Budućnost Podgorica | 20        | május 7.      |    |                   |                   |       |
|  | Győri Audi ETO KC   | Győri Audi ETO KC   | 26        |               |    |                   |                   |       |
|  | Győri Audi ETO KC   | Győri Audi ETO KC   | 26        |               |    | Győri Audi ETO KC | Győri Audi ETO KC | 31    |
|  | május 6.            |                     |           |               |    | Győri Audi ETO KC | Győri Audi ETO KC | 31    |
|  |                     |                     | Vardar    | Vardar        | 30 |                   |                   |       |
|  | CSM București       | CSM București       | Vardar    | Vardar        | 30 | 33                |                   |       |
|  | CSM București       | CSM București       |           |               |    |                   |                   |       |
|  | Vardar              | Vardar              | 38        |               |    |                   |                   |       |
|  | Vardar              | Vardar              | 38        | Bronzmérkőzés |    |                   |                   |       |
|  |                     |                     |           |               |    |                   |                   |       |
|  | május 7.            |                     |           |               |    |                   |                   |       |
|  |                     |                     |           |               |    |                   |                   |       |
|  | Budućnost Podgorica | Budućnost Podgorica | 20        |               |    |                   |                   |       |
|  | Budućnost Podgorica | Budućnost Podgorica | 20        |               |    |                   |                   |       |
|  | CSM București       | CSM București       | 26        |               |    |                   |                   |       |
|  | CSM București       | CSM București       | 26        |               |    |                   |                   |       |

#### Elődöntők
| 2017. május 6. 15:15 | Budućnost Podgorica | 20–26       | Győri Audi ETO KC | Papp László Budapest Sportaréna, Budapest Nézőszám: 12 000 Játékvezetők: Năstase, Stancu (ROU) |
| 2017. május 6. 15:15 | Neagu 7             | (9–12)      | Görbicz 9         | Papp László Budapest Sportaréna, Budapest Nézőszám: 12 000 Játékvezetők: Năstase, Stancu (ROU) |
| 2017. május 6. 15:15 | 2× 2×               | Jegyzőkönyv | 5× 3× 1×          | Papp László Budapest Sportaréna, Budapest Nézőszám: 12 000 Játékvezetők: Năstase, Stancu (ROU) |

| 2017. május 6. 17:45 | CSM București | 33-38       | Vardar               | Papp László Budapest Sportaréna, Budapest Nézőszám: 12 000 Játékvezetők: Alpaidze, Berezkina (RUS) |
| 2017. május 6. 17:45 | Niombla 8     | (13-21)     | Penezić, Radičević 7 | Papp László Budapest Sportaréna, Budapest Nézőszám: 12 000 Játékvezetők: Alpaidze, Berezkina (RUS) |
| 2017. május 6. 17:45 | 1× 2×         | Jegyzőkönyv | 6× 3× 1×             | Papp László Budapest Sportaréna, Budapest Nézőszám: 12 000 Játékvezetők: Alpaidze, Berezkina (RUS) |

#### Bronzmérkőzés
| 2017. május 7. 15:15 | Budućnost Podgorica | 20–26       | CSM București | Papp László Budapest Sportaréna, Budapest Nézőszám: 12 000 Játékvezetők: Vranes, Wenninger (AUT) |
| 2017. május 7. 15:15 | Bulatović 5         | (12–13)     | Gulldén 9     | Papp László Budapest Sportaréna, Budapest Nézőszám: 12 000 Játékvezetők: Vranes, Wenninger (AUT) |
| 2017. május 7. 15:15 | 5× 2×               | Jegyzőkönyv | 5× 1×         | Papp László Budapest Sportaréna, Budapest Nézőszám: 12 000 Játékvezetők: Vranes, Wenninger (AUT) |

#### Döntő
| 2017. május 7. 17:45 | Győri Audi ETO KC | 31–30 (h. u.)  | Vardar               | Papp László Budapest Sportaréna, Budapest Nézőszám: 12 000 Játékvezetők: Christiansen, Hansen (DEN) |
| 2017. május 7. 17:45 | Görbicz 7         | (15–12, 26–26) | Althaus, Lacrabère 6 | Papp László Budapest Sportaréna, Budapest Nézőszám: 12 000 Játékvezetők: Christiansen, Hansen (DEN) |
| 2017. május 7. 17:45 | 6× 3×             | Jegyzőkönyv    | 5× 2×                | Papp László Budapest Sportaréna, Budapest Nézőszám: 12 000 Játékvezetők: Christiansen, Hansen (DEN) |

## Statisztikák

### Góllövőlista
| #   | Játékos                       | Csapat              | Gól |
| --- | ----------------------------- | ------------------- | --- |
| 1.  | Andrea Penezić                | Vardar              | 98  |
| 2.  | Isabelle Gulldén              | CSM București       | 92  |
| 3.  | Katarina Bulatović            | Budućnost Podgorica | 90  |
| 3.  | Cristina Neagu                | Budućnost Podgorica | 90  |
| 5.  | Nora Mørk                     | Győri Audi ETO KC   | 85  |
| 6.  | Görbicz Anita                 | Győri Audi ETO KC   | 84  |
| 6.  | Ana Gros                      | Metz Handball       | 84  |
| 8.  | Linn-Kristin Riegelhuth Koren | Larvik HK           | 83  |
| 9.  | Stine Jørgensen               | FC Midtjylland      | 81  |
| 10. | Karina Szabirova              | GK Asztrahanocska   | 78  |

### All-star csapat
Az All-star csapatot a szurkolók, újságírók és az edzők szavazatai alapján választották meg a Final Four előtt, május 5-én. A szavazásban részt vett nagyjából 25.000 szurkoló, 700 újságíró és 5 szövetségi kapitány: az Európa- és világbajnok norvég csapat kapitánya Þórir Hergeirsson, az olimpiai bajnok orosz csapat kapitánya Jevgenyij Trefilov, az európa-bajnoki ezüstérmes holland csapat kapitánya Helle Thomsen, a magyar válogatott kapitánya, illetve az előző évi győztes edző Kim Rasmussen, valamint a szlovén válogatott korábbi edzője Marta Bon.
- Kapus:  Kari Aalvik Grimsbø
- Jobbszélső:  Carmen Martín
- Jobbátlövő:  Nora Mørk
- Irányító:  Nycke Groot
- Beállós:  Marit Malm Frafjord
- Balátlövő:  Cristina Neagu
- Balszélső:  Camilla Herrem

### További díjak
- Legjobb edző:  Ambros Martín
- Legjobb fiatal játékos:  Bíró Blanka
- Legjobb védőjátékos:  Eduarda Amorim

## Külső hivatkozások
- Hivatalos oldal